# Gianicolense (suburbio di Roma)
Gianicolense è l'ottavo suburbio di Roma, indicato con S. VIII.
Il nome è associato anche all'omonimo quartiere e deriva dal colle del Gianicolo.

## Geografia fisica

### Territorio
Si trova nell'area sud-ovest della città, fra la via Aurelia a nord e la via via Portuense a sud.
Il suburbio confina:
- a nord con il suburbio S. IX Aurelio[1] ed il quartiere Q. XIII Aurelio[2]
- a est con il quartiere Q. XII Gianicolense[3]
- a sud con il suburbio S. VII Portuense[4]
- a ovest con le zone Z. XLIV La Pisana[5] e Z. XLV Castel di Guido[6]

## Storia
Il suburbio viene definito con deliberazione del Governatore n. 1222 del 27 febbraio 1932 con numerazione S. IX, quindi assunse l'attuale numerazione e codice in concomitanza della soppressione del suburbio S. VII Ostiense, avvenuta con variazione del dizionario toponomastico del 1º marzo 1954.

## Monumenti e luoghi d'interesse

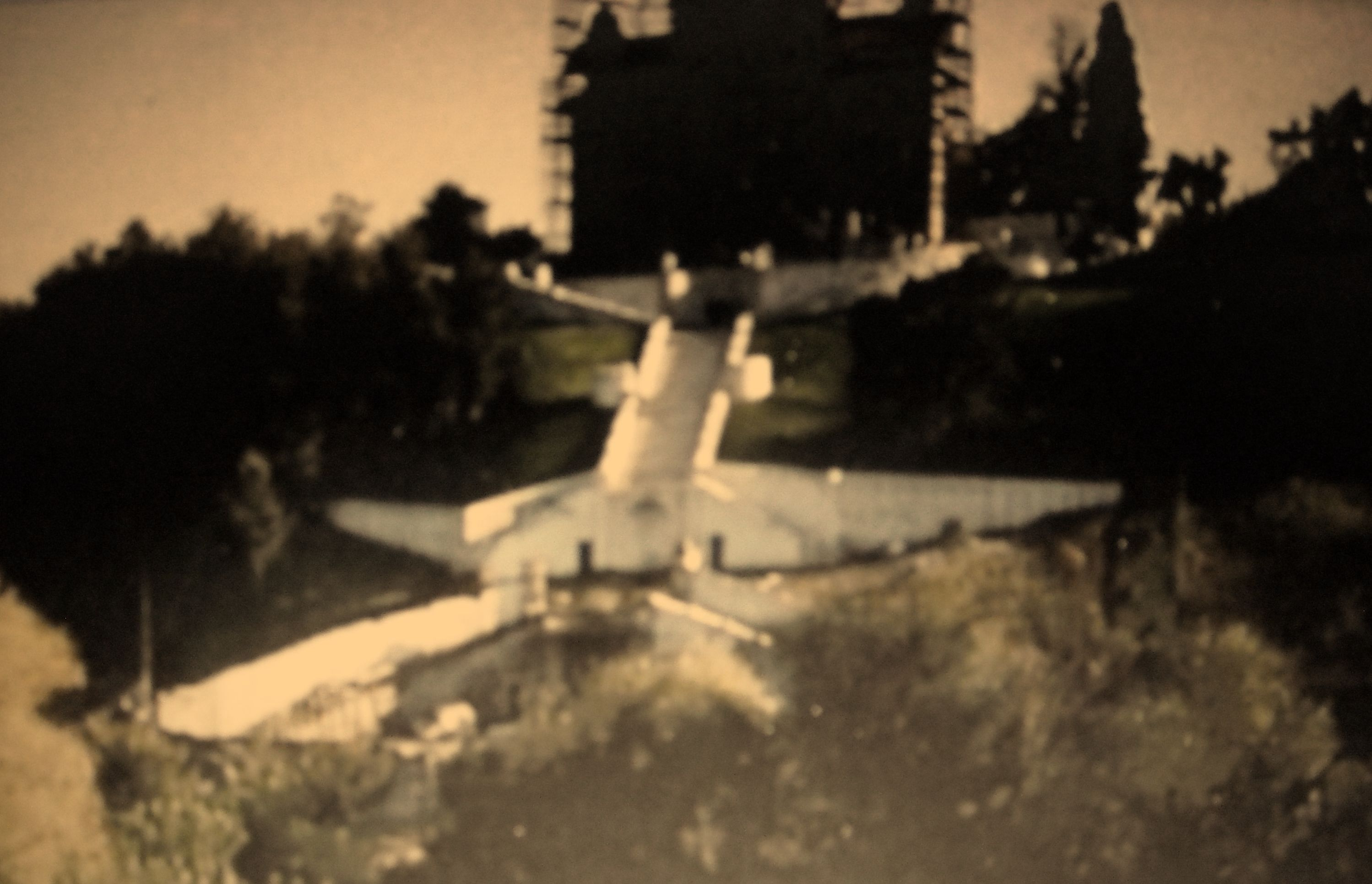
Villa York

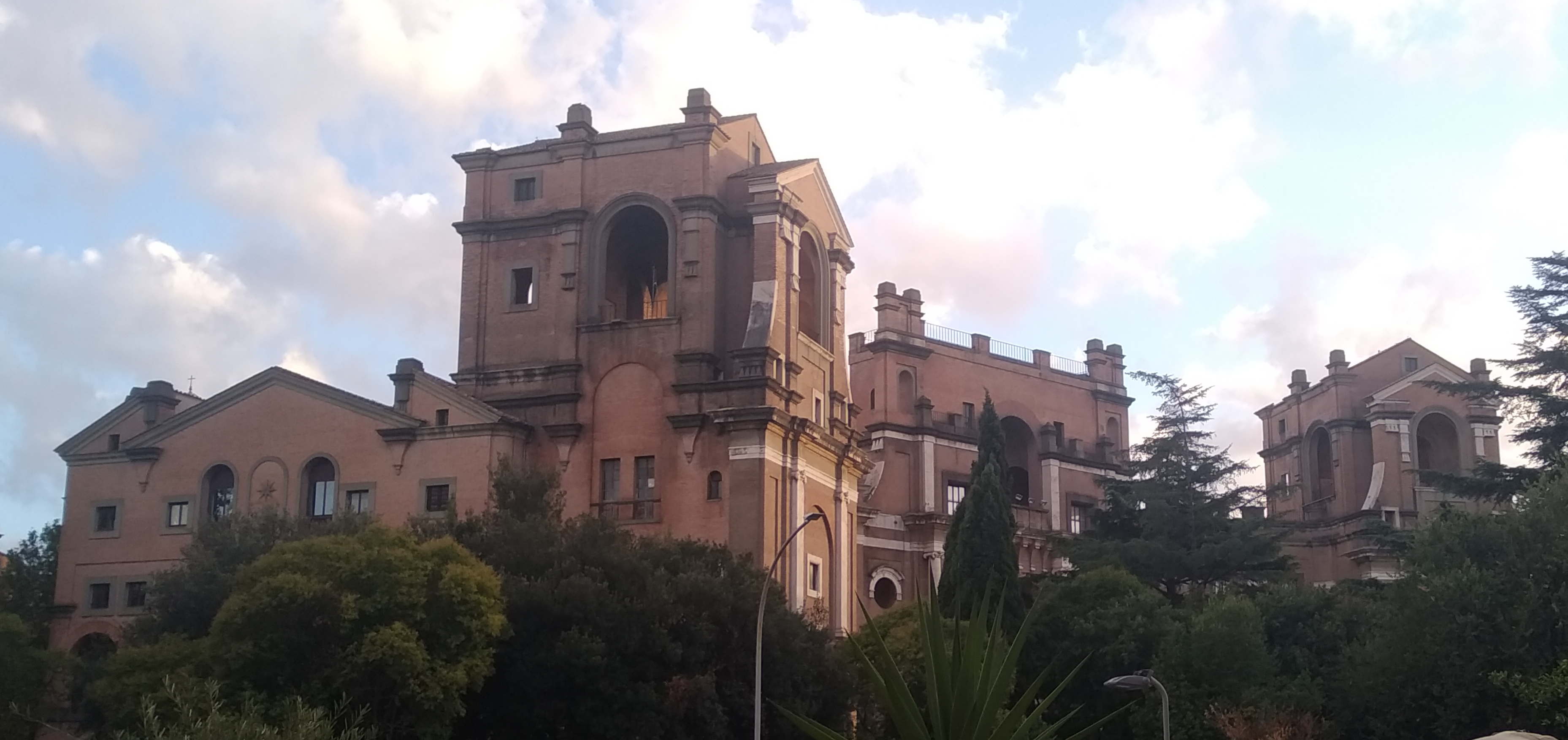
Complesso del Buon Pastore

### Architetture civili
- Torretta dei Massimi, su via della Pisana. Torre del XII secolo.[7] 41.868662°N 12.405292°E

Torre a pianta quadrata eretta sopra i resti di una lussuosa villa romana del I secolo a.C.
- Casetta Mattei, su via della Casetta Mattei. Casale del XVI secolo. 41.851141°N 12.42305°E
- Villa York, sul vicolo di Forte Bravetta. Edificio del XVII secolo.
- Casal Ninfeo, su via dei Gattilusio. Casale del XVII secolo.
- Casino Consorti o Casino Lanfranco, sul vicolo Silvestri. Casale del XVII secolo (1646).[8] 41.876465°N 12.435237°E

Progettato e decorato dal maestro Giovanni Lanfranco.
- Villino Cantone, su via della Casetta Mattei. Casale del XVII secolo. 41.861776°N 12.420683°E
- Serenello o Villa di Sant'Isaia, su via dei Martuzzi. Villa del XVII secolo. 41.856107°N 12.431612°E
- Casale al Divin Maestro, su via Portuense. Casale del XIX secolo. 41.851894°N 12.428188°E
- Complesso del Buon Pastore, su via di Bravetta angolo via Silvestri. Edificio del XX secolo (1929-43).
- Villa Castello, su via di Bravetta. Villa con torretta del XX secolo. 41.884032°N 12.42378°E

Elegante edificio in stile neo-medievale, attuale sede dell'ambasciata in Italia del Vietnam.

### Architetture religiose

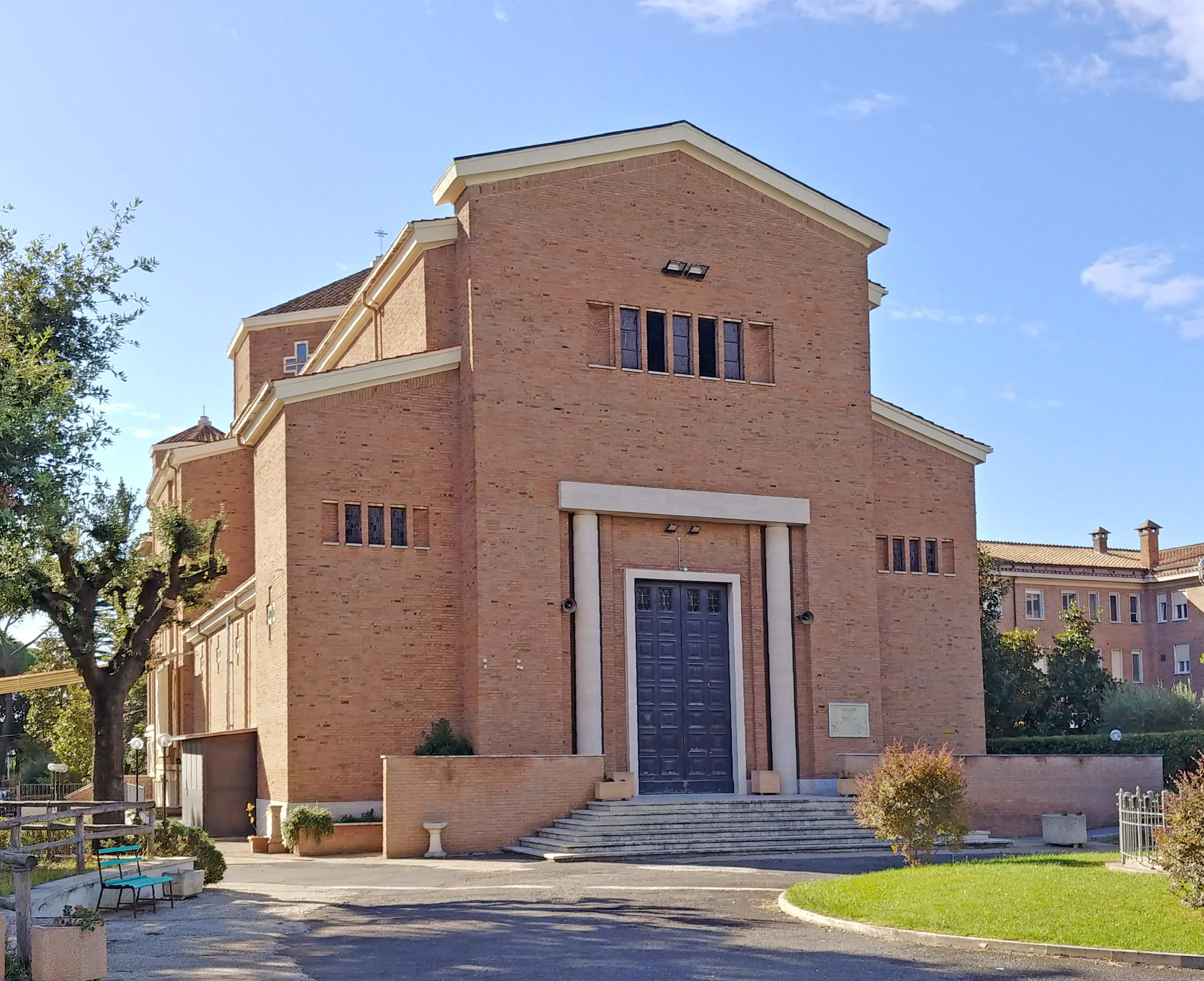
La chiesa della Sacra Famiglia a Villa Troili

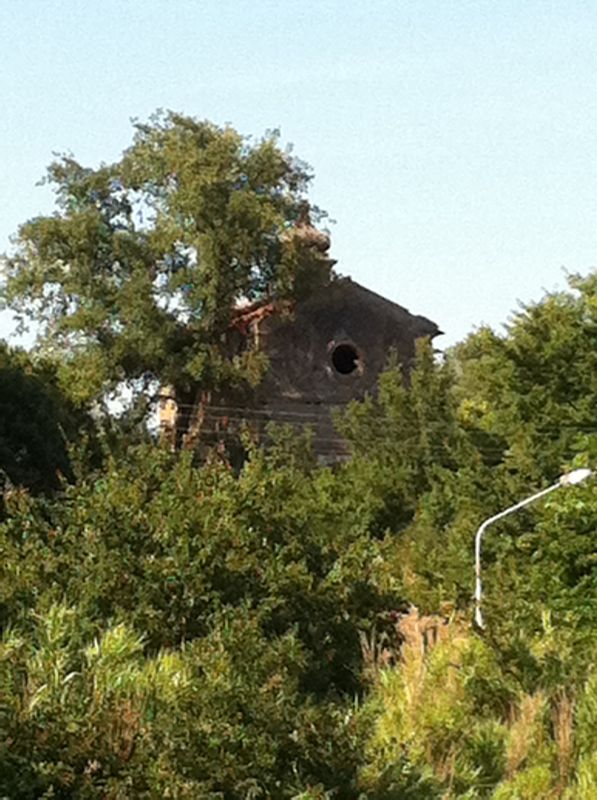
L'ex chiesa di Santa Chiara vista dal Parco dei Martiri di Forte Bravetta

- Cappella Fantini, su via Portuense angolo via della Casetta Mattei. Cappella del XVII secolo. 41.850982°N 12.423563°E
- Convento delle Mantellate al Corviale, su via della Fanella. Convento con chiostro del XIX secolo. 41.855002°N 12.431707°E
- Chiesa del Santissimo Crocifisso, su via di Bravetta.

Parrocchia eretta il 21 ottobre 1937 con il decreto del cardinale vicario Francesco Marchetti Selvaggiani "Quo aptius". Al suo interno si trovano diverse opere di Publio Morbiducci tra le quali il grande crocifisso sopra l'altare maggiore.
- Chiesa di Santa Maria della Perseveranza, su via della Pisana.

Parrocchia eretta il 27 ottobre 1959 con il decreto del cardinale vicario Clemente Micara "Neminem quidem latet".
- Chiesa di San Girolamo a Corviale, su via dei Buonvisi.
- Chiesa della Sacra Famiglia a Villa Troili, su via di Villa Troili.

Parrocchia eretta il 31 gennaio 1962 con il decreto del cardinale vicario Clemente Micara "Neminem fugit quanto".
- Chiesa dei Santi Martiri Coreani, su via degli Aldobrandeschi.

Annessa al Pontificio Collegio Coreano, è luogo sussidiario di culto della parrocchia della Sacra Famiglia a Villa Troili.
- Chiesa di San Bruno, su via della Pisana.
- Chiesa di San Paolo della Croce, su via Poggio Verde.

Parrocchia eretta il 1º luglio 1977 con il decreto del cardinale vicario Ugo Poletti "Il Sommo Pontefice".
- Chiesa della Natività di Maria, su via di Bravetta.

Parrocchia eretta il 28 novembre 1981 dal cardinale vicario Ugo Poletti.
- Chiesa di Santa Chiara a Villa York, su via Cardinal di York.

Chiesa sconsacrata situata all'interno del parco di Villa York.
- Chiesa di Gesù Maestro, su via Portuense.

Chiesa interna al complesso della fondazione "SGM Conference Center".

### Architetture militari
- Forte Aurelia Antica, su via di Bravetta all'incrocio con via Aurelia Antica. Forte del XIX secolo.
- Forte Bravetta, su via di Bravetta. Forte del XIX secolo.

### Siti archeologici
- Cisterna romana, su via della Vignaccia. Cisterna dell'età imperiale. 41.874291°N 12.401662°E

### Aree naturali
- Riserva naturale della Valle dei Casali. 41.859742°N 12.427433°E
- Riserva naturale della Tenuta dei Massimi

### Altro
- Fonte di Casal Ninfeo, su via dei Gattilusio. Fonte del XVII secolo. 41.874396°N 12.417289°E
- Ninfeo di villa Villa York, sul vicolo di Forte Bravetta. Fontana del XVII secolo. 41.869075°N 12.430466°E
- Fontana del Sole, su via di Bravetta. Fontana del XX secolo alimentata dall'acquedotto del Peschiera-Capore,edificata sotto il mandato del Sindaco Rebecchini (5 novembre 1947 – 2 luglio 1956).

## Geografia antropica

### Urbanistica
Nel territorio del suburbio Gianicolense si estendono le zone urbanistiche 15F Corviale, 16B Buon Pastore e 16C Pisana.